# Bubopsis tancrei
Bubopsis tancrei är en insektsart som beskrevs av Van der Weele 1909. Bubopsis tancrei ingår i släktet Bubopsis och familjen fjärilsländor. Inga underarter finns listade i Catalogue of Life.